# 董屿·福建师大站
董屿·福建师大站（福州話：/tuŋ˥˥ nøy˨˦˨ huʔ˥ kyɔŋ˨˩ sy˥˧ tɑi˨˦˨/），原名董屿站，位于中华人民共和国福建省福州市闽侯县旗山大道与科技东路交叉口，毗邻福建师范大学旗山校区与福州汽车客运西站，是福州地铁2号线的地铁车站，于2019年4月26日启用。

## 车站结构
董屿·福建师大站位于旗山江中大道与科技东路交叉路口下方，站位呈东南至西北走向，主体结构为单柱双跨地下二层车站，地下一层为站厅层，地下二层为站台层，岛式站台。
| 地面层   | 出入口                               |  | 出入口                   |
| 地下一层 | 站厅                                 |  | 票务服务、自动售票机     |
| 地下二层 | 1                                    |  | 2号线 往苏洋（福州大学） |
| 地下二层 | 岛式站台，列车运行方向左侧的车门开启 |  |                          |
| 地下二层 | 2                                    |  | 2号线 往洋里（厚庭）     |

### 出入口与周边
董屿·福建师大站现开放3个出入口，其中无障碍电梯位于A出入口、卫生间位于C出入口。
| 董屿·福建师大站出入口信息   | 董屿·福建师大站出入口信息 | 董屿·福建师大站出入口信息          | 董屿·福建师大站出入口信息      |
| --------------------------- | ------------------------- | ---------------------------------- | ------------------------------ |
|                             |                           |                                    |                                |
| 编号                        | 设施                      | 位置                               | 接驳交通                       |
| 出口 · A                    |                           | 旗山大道东侧                       |                                |
| 出口 · C · 1                |                           | 旗山大道西侧，接入福州汽车客运西站 | 大学城客运西站、公交大学城总站 |
| 出口 · C · 2                |                           | 旗山大道东侧                       | 大学城客运西站、高新区管委会   |
| 注： 设有电梯 \| 设有卫生间 |                           |                                    |                                |

## 历史
- 2016年4月23日，董屿·福建师大站围挡动工开工。[2]
- 2016年7月29日，董屿·福建师大站进行一期二阶段围挡施工。[3]
- 2017年7月28日，董屿·福建师大站主体结构封顶。[4]
- 2019年4月26日，董屿·福建师大站启用。[5]

## 争议
- 2014年3月18日，2号线工程初步设计获福建省发展和改革委员会正式批复[6]，其中提及在福州汽车客运西站东侧设置董屿站，车站施工期间也以“董屿站”作为工程名。但在2号线开通之际，车站名称根据市政府《关于2号线董屿站站名事宜的请示》（榕地铁总〔2019〕13号）的批示更名为董屿·福建师大站。对此，福州地铁集团有限公司的回复如下：“福建师范大学作为我省历史悠久、声誉斐然的省属百年高等学府，2014年被确定为福建省重点建设的高水平大学，2018年被确定为福建省‘双一流’建设高校。福建师范大学旗山校区位于董屿站南面，距董屿站月150m，符合《福州市地铁车站命名导则》指导原则。因此经市政府批准，将董屿站更名为董屿·福建师大站。”此举引发市民热议，更有市民在福州市12345便民服务平台上留言，建议将金屿站和上街站分别更名为“金屿·福建江夏学院站”和“上街·省第三人民医院站”或“上街·福建中医药大学站”，但均未被官方采纳。